# Сборная Сербии и Черногории по футболу
Сбо́рная Се́рбии и Черного́рии по футбо́лу (серб. Фудбалска репрезентација Србије и Црне Горе) — представляла Союзную Республику Югославия (до 2003 года), а затем Сербию и Черногорию в международных турнирах и матчах по футболу. После чемпионата мира в Германии сборная перестала существовать. Её преемницей стала сборная Сербии и отдельно начала свою историю сборная Черногории.

## Достижения на чемпионатах мира
- С 1930 по 1990 — см. Югославия
- 1994 — не была допущена ФИФА в связи с Югославскими войнами (как Союзная Республика Югославия)
- 1998 — 1/8 финала (как Союзная Республика Югославия)
- 2002 — не прошла квалификацию (как Союзная Республика Югославия)
- 2006 — групповой этап (как Сербия и Черногория)

## Достижения на чемпионатах Европы
- С 1960 по 1992 — см. Югославия
- 1996 — не была допущена УЕФА в связи с Югославскими войнами (как Союзная Республика Югославия)
- 2000 — четвертьфинал (как Союзная Республика Югославия)
- 2004 — не квалифицировалась (начала квалификацию как Союзная Республика Югославия, закончила как Сербия и Черногория)

## Форма

### Поставщик
| Спонсор | Годы      |
| ------- | --------- |
| Adidas  | 1994—2001 |
| Lotto   | 2002—2006 |

### Домашняя
| 1996 | ЧМ-1998 | Евро-2000 | 2004 | 2004—2006 | ЧМ-2006 |

### Гостевая
| ЧМ-1998 | Евро-2000 | 2004 | 2004—2006 | ЧМ-2006 |